# Antônio Epaminondas de Melo
Antônio Epaminondas de Melo (1824 — 1885) foi um político brasileiro.
Foi presidente das províncias do Amazonas, de 24 de agosto de 1865 a 24 de junho de 1866 e de 7 de novembro de 1866 a 30 de abril de 1867, e do Maranhão, de 28 de outubro de 1867 a 5 de maio de 1868.